# Ha*Ash
Ha*Ash er en latin pop/country-duo fra USA, bestående af de to søskende Ashley Grace (født 27. januar 1987) og Hanna Nicole (født 25. juni 1985).

## Diskografi

### Studioalbum
- 2003: Ha*Ash
- 2005: Mundos Opuestos
- 2008: Habitación Doble
- 2011: A Tiempo
- 2017: 30 de febrero

### Livealbum
- 2014: Primera Fila: Hecho Realidad

### Singler
- 2003: "Odio amarte"
- 2003: "Estés en donde estés"
- 2004: "Te quedaste"
- 2005: "Amor a medias"
- 2005: "Tu mirada en mi"
- 2006: "Me entrego a ti"
- 2006: "¿Qué hago yo?"
- 2008: "No te quiero nada"
- 2008: "Lo que yo sé de ti"
- 2009: "Tu y yo volvemos al amor"
- 2011: "Impermeable"
- 2011: "Te dejo en libertad"
- 2012: "¿De dónde sacas eso?"
- 2012: "Todo no fue suficiente"
- 2014: "Perdón, perdón"
- 2015: "Lo aprendi de ti"
- 2015: "Ex de verdad"
- 2015: "No te quiero nada" (ft Axel)
- 2015: "Dos copas de más"
- 2016: "Sé que te vas"
- 2017: "100 años" (ft Prince Royce)
- 2018: "No pasa nada"
- 2018: "Eso no va a suceder"
- 2019: "¿Qué me faltó?"